# Монтгеу да По
Монтгеу да По (итал. Monteu da Po) је насеље у Италији у округу Торино, региону Пијемонт.
Према процени из 2011. у насељу је живело 605 становника. Насеље се налази на надморској висини од 217 м.

## Становништво
Према резултатима пописа становништва 2011. у општини је живело 901 становника.
| 1931. | 1936. | 1951. | 1961. | 1971. | 1981. | 1991. | 2001. | 2011. |
| ----- | ----- | ----- | ----- | ----- | ----- | ----- | ----- | ----- |
| 844   | 764   | 897   | 904   | 772   | 754   | 764   | 828   | 901   |